# Polistepipona
Polistepipona (лат.) — род одиночных ос (Eumeninae).

## Описание
От близких родов ос отличается следующими признаками: тергит I постепенно увеличивается, не цилиндрический; грудь удлиненная; престигма короткая; торакс и брюшко не пунктированы или мелко пунктированы. Тергит I в дорсальном виде длиннее ширины. Скутеллюм пунктированный. Лабиальные щупики с четырьмя сегментами. Максиллярные щупики с шестью сегментами. Аксиллярная ямка щелевидная. Метанотум без полупрозрачного, пластинчатого латерального киля; мезонотум пунктированный; тергит I без придатков; метанотум без бугорков; мезонотум без продольных килей. Задняя граница тергита I непрозрачная. Метанотум без боковых зубцов. Тегулы сужаются кзади, достигая заднего конца паратегул. Пронотум шире длины в дорсальном виде; тергит I длиннее ширины в дорсальном виде; задний конец тергита II с неглубокой впадиной. Тергит I более чем в 0,5 раза шире тергита II в дорсальном виде. Средние голени с одной шпорой. Переднее крыло с первой и второй возвратными жилками, исходящими в субмаргинальной ячейке II.

## Классификация
В мировой фауне известно 2 вида и 5 подвидов. Афротропика.
- Polistepipona graciliventris (Giordani Soika, 1950) (=Pseudepipona graciliventris)[6]
  - Polistepipona graciliventris graciliventris (Giordani Soika, 1950) — Зимбабве
  - Polistepipona graciliventris octomaculata  Giordani Soika, 1989 — Буркина Фасо[7]
- Polistepipona polistiformis  (Giordani Soika, 1950) (=Pseudepipona polistiformis)
  - Polistepipona polistiformis jonesi  (Giordani Soika, 1950) — Южная Африка
  - Polistepipona polistiformis polisticolor  Giordani Soika, 1989 — Замбия
  - Polistepipona polistiformis polistiformis  (Giordani Soika, 1950) — Намибия